# Shuttle Landing Facility
Shuttle Landing Facility (kod IATA: QQS, kod ICAO: KTTS) – należące do NASA lotnisko będące częścią Centrum Kosmicznego im. JFK, wykorzystywane do lądowań promów kosmicznych do zakończenia programu lotów wahadłowców w 2011, a także do startów i lądowań samolotów treningowych i cywilnych, w tym B-747 SCA.

## Opis
Samo lotnisko zajmuje obszar o powierzchni 200 ha. Posiada jedynie pas o kierunkach 15 i 33. Pas ma długość 4572 m i szerokość 91,4 m. Nawierzchni pasa jest wykonana z betonu, co pozwala na większą siłę tarcia powodującą hamowanie promu. W celu wykorzystania samolotu przenoszącego promy (nosiciela wahadłowców) wykorzystywano znajdujący się na terenie lotniska dźwig umożliwiający zamocowanie promu na grzbiecie nosiciela.
Pierwszym lotem programu wahadłowców, który wylądował na SLF, był lot STS-41-B. Lądowanie nastąpiło 11 lutego 1984. Poprzednie loty wahadłowców wykorzystywały do lądowania pasy w Edwards AFB (wyjątkiem był lot STS-3).
Oprócz obsługi wahadłowców SLF wykorzystywana jest do komercyjnych zastosowań, np. firma Zero Gravity Corporation wykorzystuje pas lotniska do startów samolotów, w których pasażerowie mogą odczuć działanie zerowej grawitacji.
Ekipy NASCAR wykorzystują pas SLF do testowania pojazdów.